# Liste der Ortschaften in Iowa

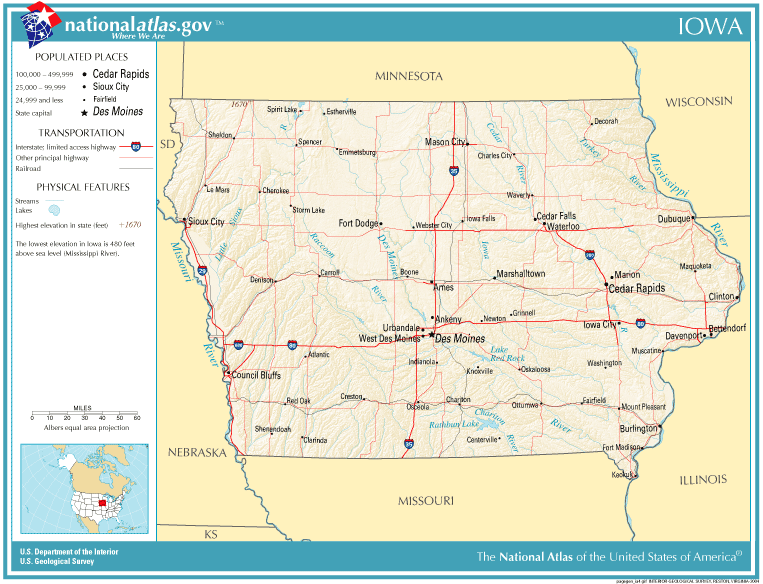
Karte von Iowa

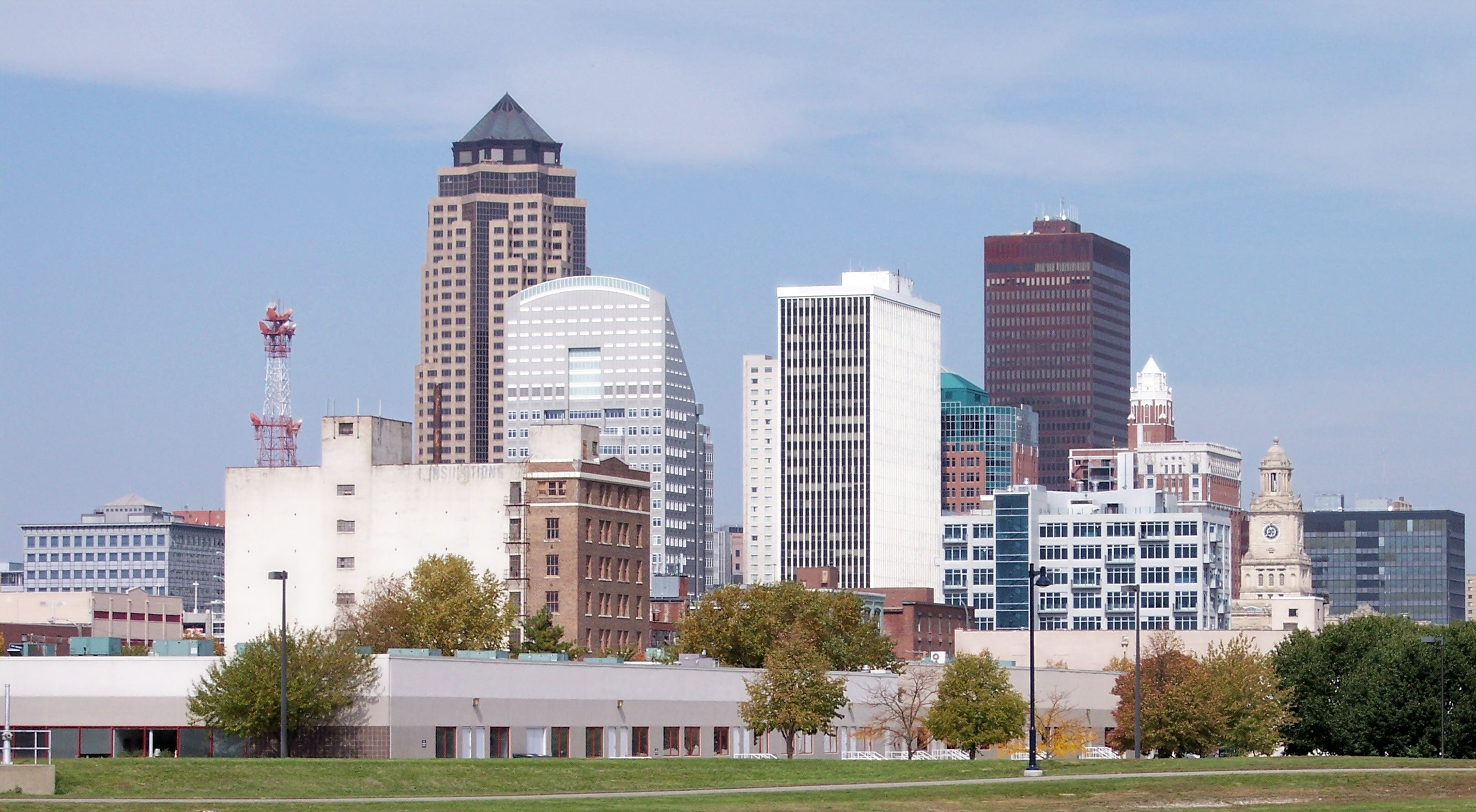
Iowas Hauptstadt Des Moines

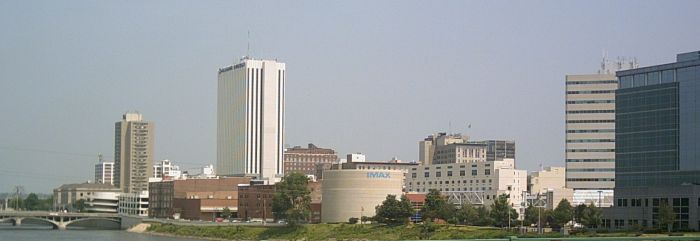
Cedar Rapids

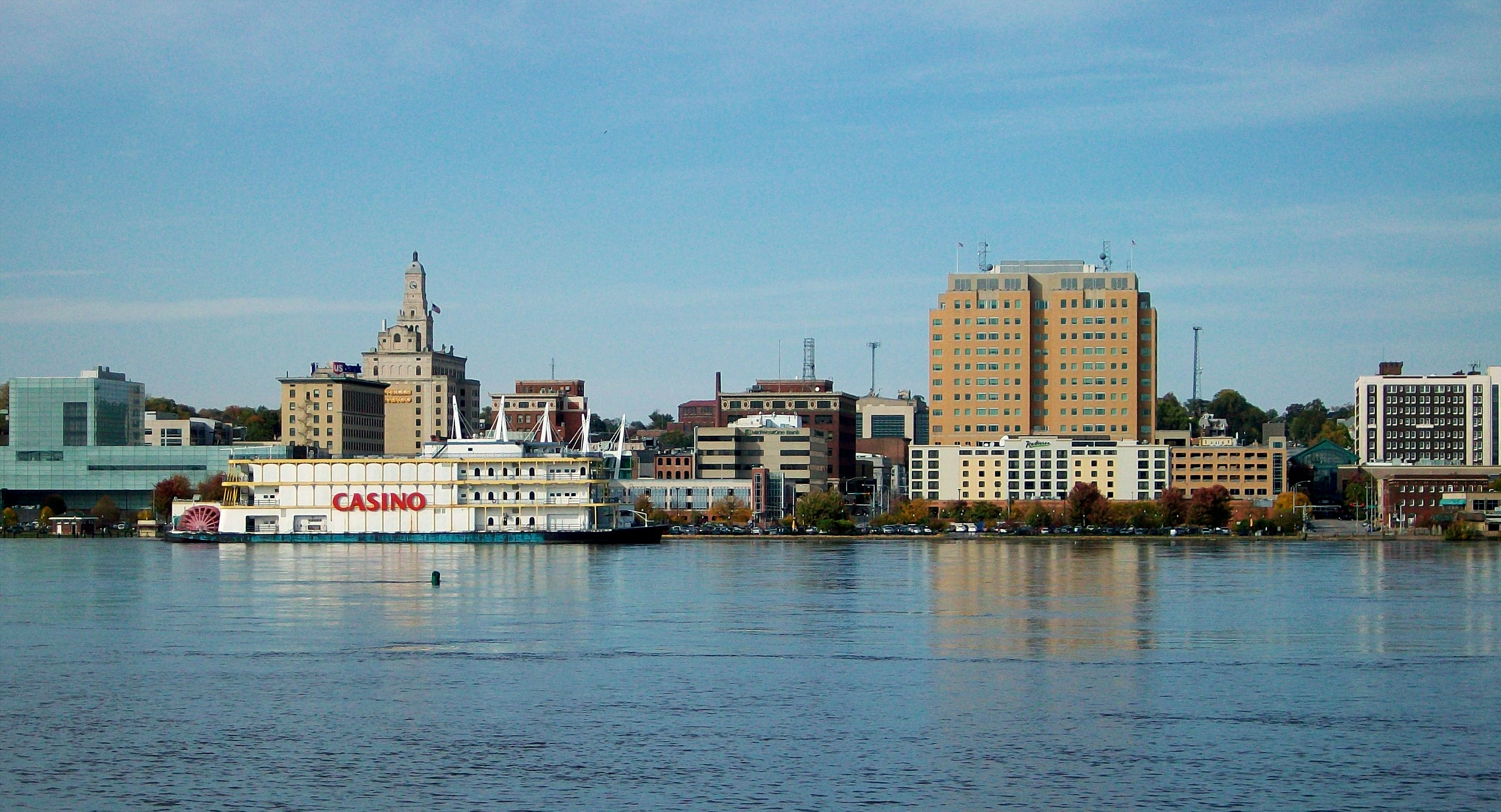
Davenport

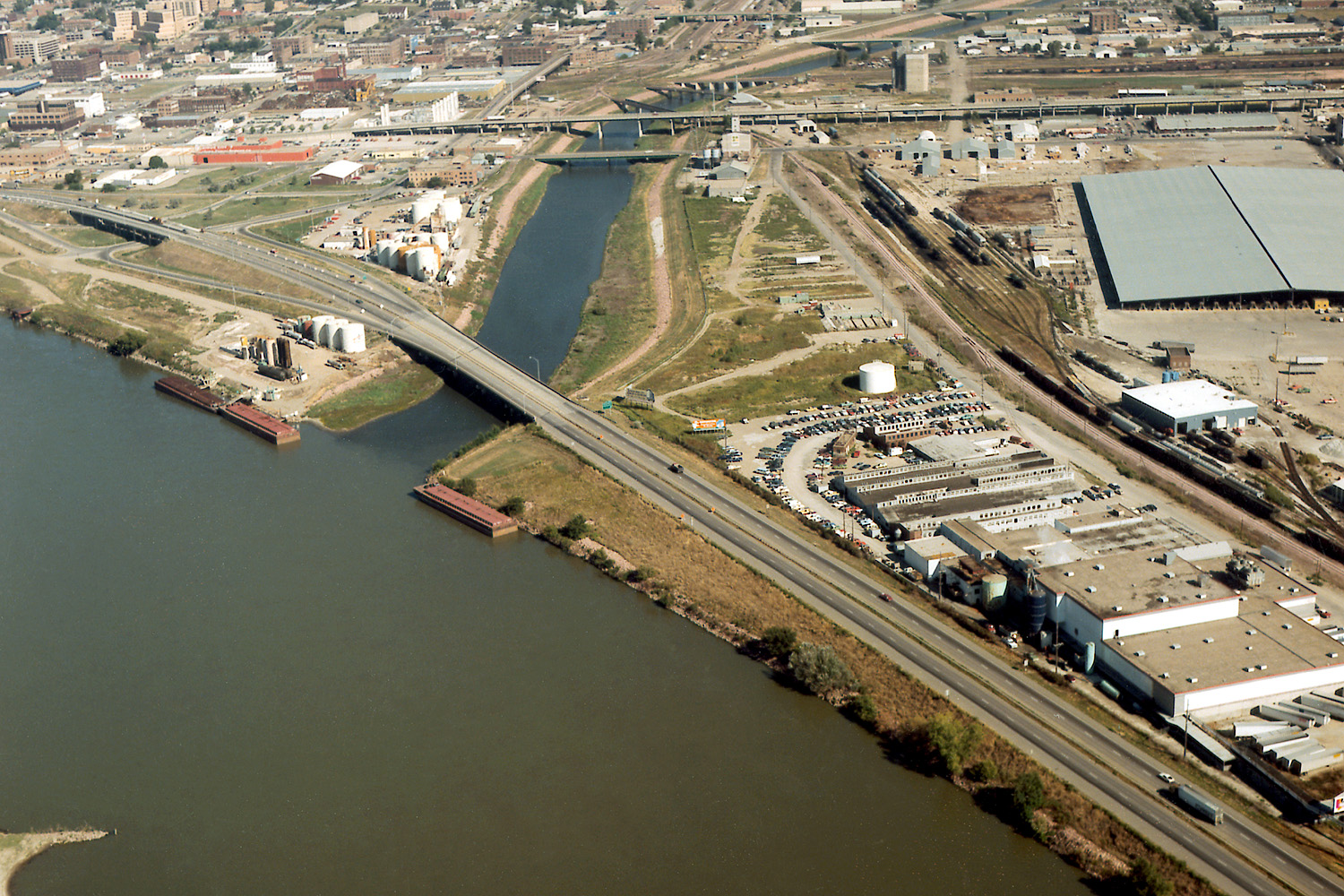
Sioux City

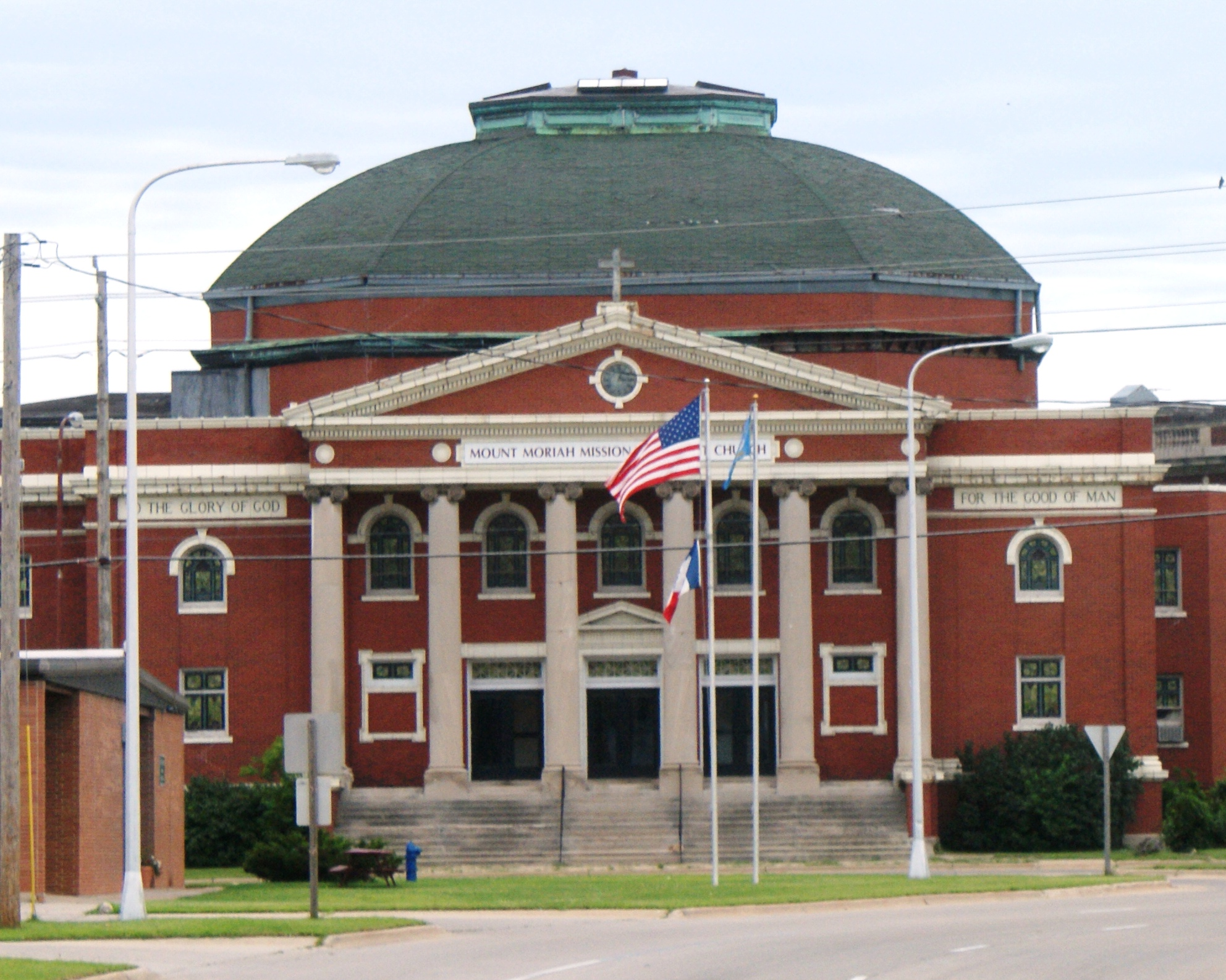
Waterloo

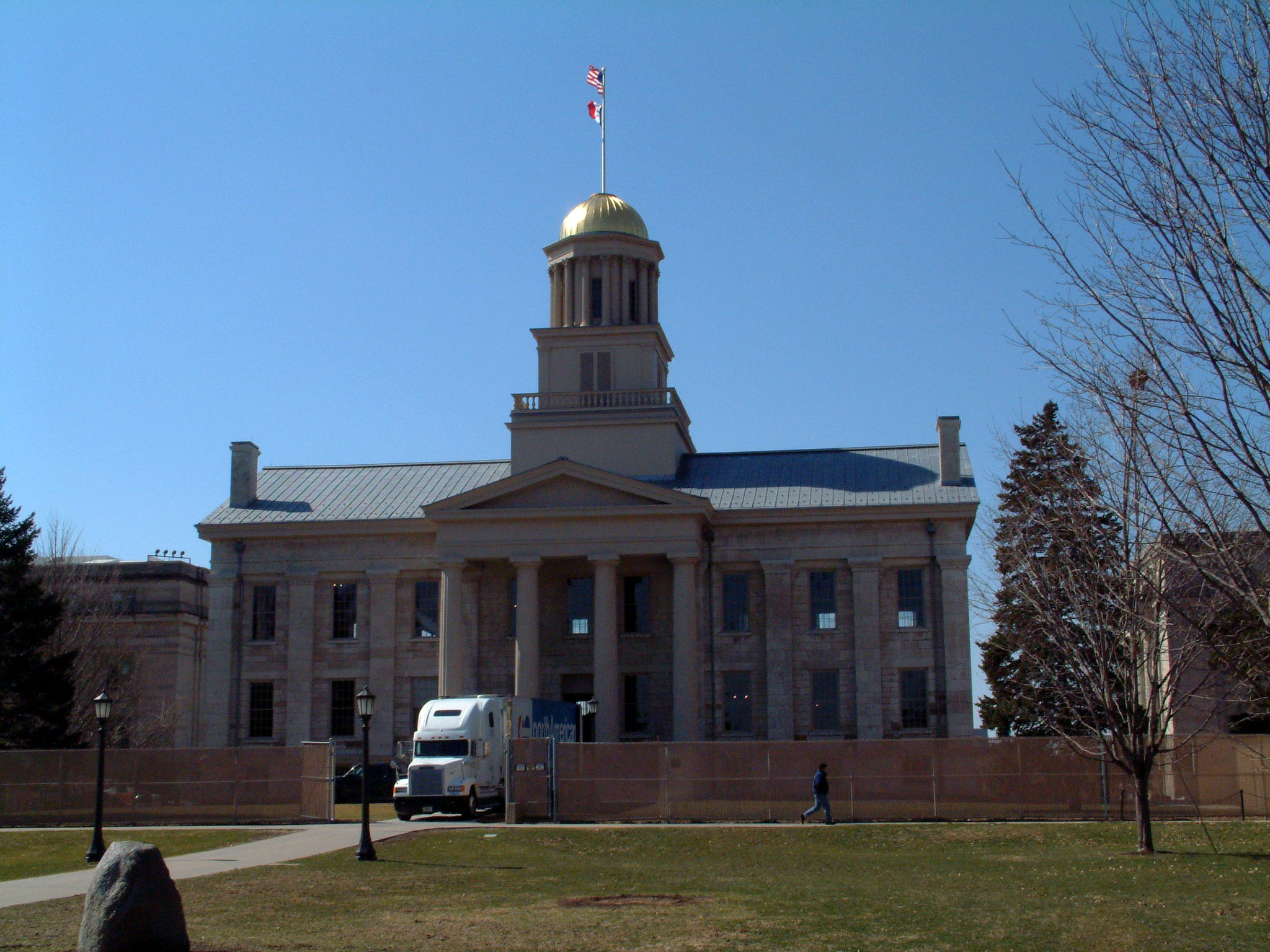
Iowas frühere Hauptstadt Iowa City

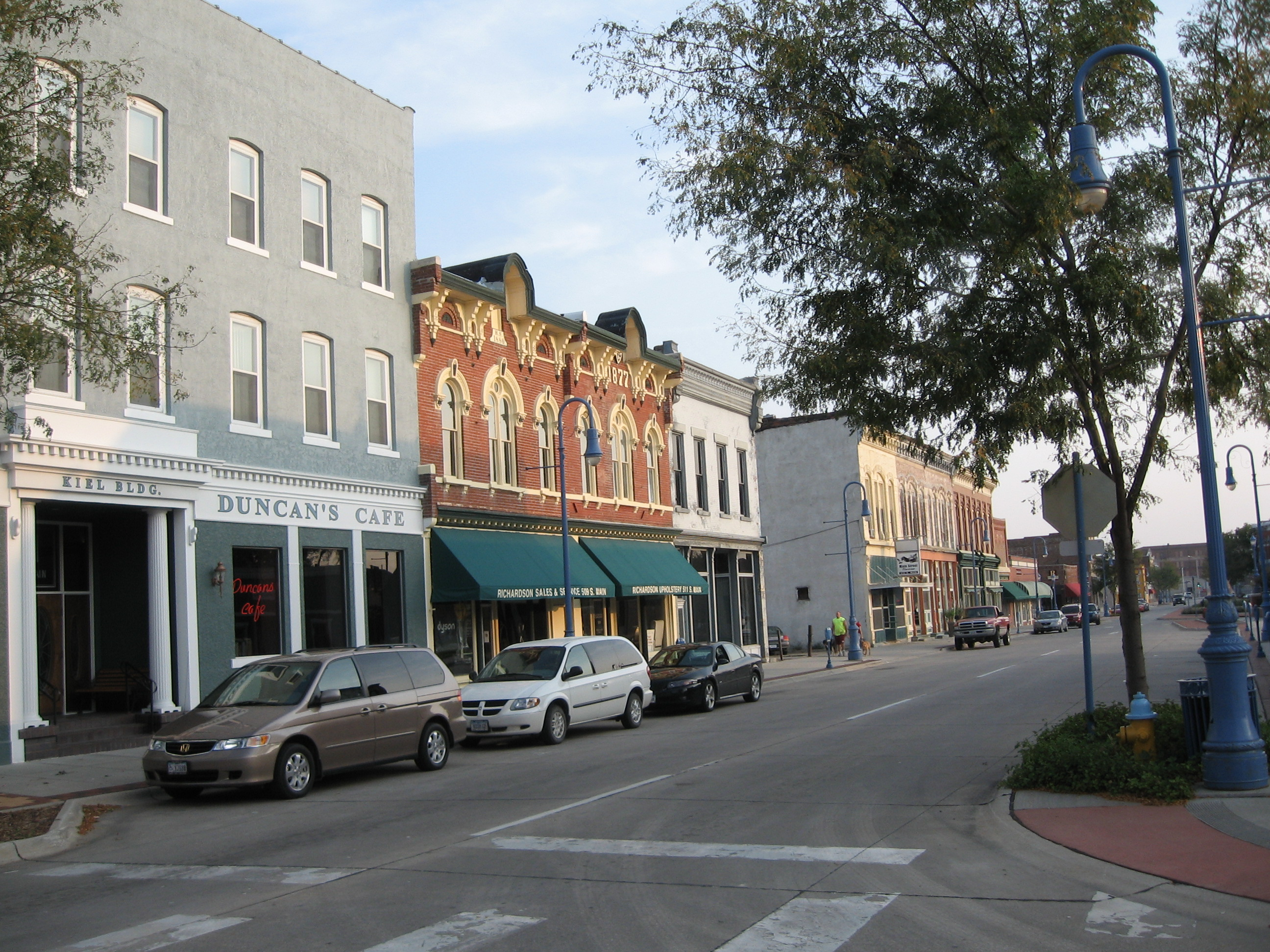
Council Bluffs

Die folgende Liste zeigt alle Kommunen und Siedlungen im US-Bundesstaat Iowa. Sie enthält sowohl Citys (die einzige Form von selbstverwalteten Kommunen in Iowa) als auch Census-designated places (CDP).
Die obere Tabelle enthält die Siedlungen (ausnahmslos mit dem Status "City"), die bei der Volkszählung im Jahr 2020 mehr als 10.000 Einwohner hatten. Zum Vergleich sind auch die Daten der vorherigen Volkszählung im Jahr 2000 und 2010 aufgeführt. Die Rangfolge entspricht den Zahlen von 2020.
| Rang (2020) | Stadt           | Einwohner 2020 | Einwohner 2010 | Einwohner 2000 | County(s)            |
| ----------- | --------------- | -------------- | -------------- | -------------- | -------------------- |
| 1           | Des Moines      | 214.133        | 204.216        | 199.007        | Polk                 |
| 2           | Cedar Rapids    | 137.710        | 126.326        | 121.482        | Linn                 |
| 3           | Davenport       | 101.724        | 99.685         | 98.359         | Scott                |
| 4           | Sioux City      | 85.797         | 82.685         | 85.096         | Woodbury, Plymouth   |
| 5           | Iowa City       | 74.828         | 67.862         | 62.422         | Johnson              |
| 6           | West Des Moines | 68.723         | 56.609         | 47.189         | Polk, Dallas, Warren |
| 7           | Ankeny          | 67.887         | 45.582         | 27.545         | Polk                 |
| 8           | Waterloo        | 67.314         | 68.406         | 68.756         | Black Hawk           |
| 9           | Ames            | 66.427         | 58.965         | 50.855         | Story                |
| 10          | Council Bluffs  | 62.799         | 62.230         | 58.194         | Pottawattamie        |
| 11          | Dubuque         | 59.667         | 57.637         | 57.771         | Dubuque              |
| 12          | Urbandale       | 45.580         | 39.463         | 29.262         | Polk, Dallas         |
| 13          | Marion          | 41.535         | 34.768         | 26.475         | Linn                 |
| 14          | Cedar Falls     | 40.713         | 39.260         | 36.142         | Black Hawk           |
| 15          | Bettendorf      | 39.102         | 33.217         | 31.258         | Scott                |
| 16          | Marshalltown    | 27.591         | 27.552         | 26.023         | Marshall             |
| 17          | Mason City      | 27.338         | 28.079         | 29.279         | Cerro Gordo          |
| 18          | Ottumwa         | 25.529         | 25.023         | 24.996         | Wapello              |
| 19          | Fort Dodge      | 24.871         | 25.206         | 26.344         | Webster              |
| 20          | Clinton         | 24.469         | 26.885         | 27.772         | Clinton              |
| 21          | Johnston        | 24.064         | 17.278         | 8.935          | Polk                 |
| 22          | Burlington      | 23.982         | 25.663         | 26.848         | Des Moines           |
| 23          | Waukee          | 23.940         | 13.790         | 5.451          | Dallas               |
| 24          | Muscatine       | 23.797         | 22.886         | 22.714         | Muscatine            |
| 25          | Coralville      | 22.318         | 18.907         | 15.182         | Johnson              |
| 26          | North Liberty   | 20.479         | 13.374         | 5.371          | Johnson              |
| 27          | Altoona         | 19.565         | 14.541         | 10.416         | Polk                 |
| 28          | Clive           | 18.601         | 15.447         | 12.796         | Polk, Dallas         |
| 29          | Indianola       | 15.833         | 14.782         | 13.178         | Warren               |
| 30          | Newton          | 15.760         | 15.254         | 15.612         | Jasper               |
| 31          | Grimes          | 15.392         | 8.313          | 5.121          | Polk, Dallas         |
| 32          | Norwalk         | 12.799         | 8.989          | 6.998          | Warren, Dallas       |
| 33          | Boone           | 12.460         | 12.661         | 12.813         | Boone                |
| 34          | Oskaloosa       | 11.558         | 11.463         | 11.073         | Mahaska              |
| 35          | Spencer         | 11.325         | 11.233         | 11.330         | Clay                 |
| 36          | Storm Lake      | 11.269         | 10.600         | 10.075         | Buena Vista          |
| 37          | Le Mars         | 10.571         | 9.831          | 9.240          | Plymouth             |
| 38          | Pella           | 10.464         | 10.352         | 9.933          | Marion               |
| 39          | Waverly         | 10.394         | 9.874          | 10.394         | Bremer               |
| 40          | Carroll         | 10.321         | 10.103         | 10.098         | Carroll              |
| 41          | Fort Madison    | 10.270         | 11.051         | 11.682         | Lee                  |
| 42          | Pleasant Hill   | 10.147         | 8.775          | 5.485          | Polk                 |

Weitere Siedlungen (Citys und CDPs) in alphabetischer Reihenfolge:

## A
- Ackley
- Ackworth
- Adair
- Adel
- Afton
- Agency
- Ainsworth
- Akron
- Albert City
- Albia
- Albion
- Alburnett
- Alden
- Alexander
- Algona
- Alleman
- Allerton
- Allison
- Alta
- Alta Vista
- Alton
- Alvord
- Amana
- Anamosa
- Andover
- Andrew
- Anita
- Anthon
- Aplington
- Arcadia
- Archer
- Aredale
- Arion
- Arispe
- Arlington
- Armstrong
- Arnolds Park
- Arthur
- Asbury
- Ashton
- Aspinwall
- Atalissa
- Athlestan
- Atkins
- Atlantic
- Auburn
- Audubon
- Aurelia
- Aurora
- Avoca
- Ayrshire

## B
- Badger
- Bagley
- Baldwin
- Balltown
- Bancroft
- Bankston
- Barnes City
- Barnum
- Bassett
- Batavia
- Battle Creek
- Baxter
- Bayard
- Beacon
- Beaconsfield
- Beaman
- Beaver
- Beaverdale
- Bedford
- Belle Plaine
- Bellevue
- Belmond
- Bennett
- Benton
- Berkley
- Bernard
- Bertram
- Berwick
- Bevington
- Birmingham
- Blairsburg
- Blairstown
- Blakesburg
- Blanchard
- Blencoe
- Blockton
- Bloomfield
- Blue Grass
- Bode
- Bolan
- Bonaparte
- Bondurant
- Booneville
- Bouton
- Boxholm
- Boyden
- Braddyville
- Bradgate
- Brandon
- Brayton
- Breda
- Bridgewater
- Brighton
- Bristow
- Britt
- Bronson
- Brooklyn
- Brunsville
- Buckeye
- Buck Grove
- Buffalo
- Buffalo Center
- Burchinal
- Burr Oak
- Burt
- Bussey

## C
- Calamus
- Callender
- Calmar
- Calumet
- Camanche
- Cambridge
- Cantril
- Carbon
- Carlisle
- Carpenter
- Carson
- Carter Lake
- Cascade
- Casey
- Castalia
- Castana
- Center Junction
- Center Point
- Centerville
- Central City
- Centralia
- Chariton
- Charles City
- Charlotte
- Charter Oak
- Chatsworth
- Chelsea
- Cherokee
- Chester
- Chillicothe
- Churdan
- Cincinnati
- Clare
- Clarence
- Clarinda
- Clarion
- Clarksville
- Clayton
- Clearfield
- Clear Lake
- Cleghorn
- Clemons
- Clermont
- Climbing Hill
- Clio
- Clutier
- Coburg
- Coggon
- Coalville
- Coin
- Colesburg
- Colfax
- College Springs
- Collins
- Colo
- Columbus City
- Columbus Junction
- Colwell
- Conesville
- Conrad
- Conroy
- Conway
- Coon Rapids
- Coppock
- Corning
- Correctionville
- Corwith
- Corydon
- Cotter
- Coulter
- Craig
- Crawfordsville
- Crescent
- Cresco
- Creston
- Cromwell
- Crystal Lake
- Cumberland
- Cumming
- Curlew
- Cushing
- Cylinder

## D
- Dakota City
- Dallas Center
- Dana
- Danbury
- Danville
- Davis City
- Dawson
- Dayton
- Decatur City
- Decorah
- Dedham
- Deep River
- Defiance
- Delaware
- Delhi
- Delmar
- Deloit
- Delphos
- Delta
- Denmark
- Denison
- Denver
- Derby
- De Soto
- DeWitt
- Dexter
- Diagonal
- Diamondhead Lake
- Dickens
- Dike
- Dixon
- Dolliver
- Donahue
- Donnellson
- Doon
- Douds
- Dougherty
- Dow City
- Dows
- Drakesville
- Dumont
- Duncombe
- Dundee
- Dunkerton
- Dunlap
- Durango
- Durant
- Dyersville
- Dysart

## E
- Eagle Grove
- Earlham
- Earling
- Earlville
- Early
- East Peru
- Eddyville
- Edgewood
- Elberon
- Eldon
- Eldora
- Eldridge
- Elgin
- Elkader
- Elkhart
- Elk Horn
- Elkport
- Elk Run Heights
- Elliott
- Ellston
- Ellsworth
- Elma
- Ely
- Emerson
- Emmetsburg
- Epworth
- Essex
- Estherville
- Evansdale
- Everly
- Exira
- Exline

## F
- Fairbank
- Fairfax
- Fairfield
- Farley
- Farmersburg
- Farmington
- Farnhamville
- Farragut
- Fayette
- Fenton
- Ferguson
- Fertile
- Floris
- Floyd
- Fonda
- Fontanelle
- Forest City
- Fort Atkinson
- Fostoria
- Franklin
- Fraser
- Fredericksburg
- Frederika
- Fredonia
- Fremont
- Fruitland

## G
- Galt
- Galva
- Garber
- Garden Grove
- Garnavillo
- Garner
- Garrison
- Garwin
- Geneva
- George
- Gibson
- Gilbert
- Gilbertville
- Gillett Grove
- Gilman
- Gilmore City
- Gladbrook
- Glenwood
- Glidden
- Goldfield
- Goodell
- Goose Lake
- Gowrie
- Graettinger
- Graf
- Grafton
- Grand Junction
- Grand Mound
- Grand River
- Grandview
- Granger
- Grant
- Granville
- Gravity
- Gray
- Greeley
- Greene
- Greenfield
- Green Mountain
- Greenville
- Grinnell
- Griswold
- Grundy Center
- Gruver
- Guernsey
- Guthrie Center
- Guttenberg

## H
- Halbur
- Hamburg
- Hamilton
- Hampton
- Hancock
- Hanlontown
- Hansell
- Harcourt
- Hardy
- Harlan
- Harper
- Harpers Ferry
- Harris
- Hartford
- Hartley
- Hartwick
- Harvey
- Hastings
- Havelock
- Haverhill
- Hawarden
- Hawkeye
- Hayesville
- Hazleton
- Hedrick
- Henderson
- Hepburn
- Hiawatha
- Hills
- Hillsboro
- Hinton
- Holland
- Holstein
- Holy Cross
- Holiday Lake
- Hopkinton
- Hornick
- Hospers
- Houghton
- Hubbard
- Hudson
- Hull
- Humboldt
- Humeston
- Huxley

## I
- Ida Grove
- Imogene
- Independence
- Inwood
- Ionia
- Iowa Falls
- Ireton
- Irwin

## J
- Jackson Junction
- Jamaica
- Janesville
- Jefferson
- Jesup
- Jewell Junction
- Joice
- Jolley

## K
- Kalona
- Kamrar
- Kanawha
- Kellerton
- Kelley
- Kellogg
- Kendallville
- Kensett
- Kent (Taylor Ct.)
- Kent (Union Ct.)
- Keomah Village
- Keokuk
- Keosauqua
- Keota
- Keswick
- Keystone
- Kimballton
- Kingsley
- Kinross
- Kirkman
- Kirkville
- Kiron
- Klemme
- Knierim
- Knoxville

## L
- Lacona
- Ladora
- Lake City
- Lake Mills
- Lake Panorama
- Lake Park
- Lakeside
- Lake View
- Lakota
- Lambs Grove
- Lamoni
- Lamont
- La Motte
- Lanesboro
- Lansing
- La Porte City
- Larchwood
- Larrabee
- Latimer
- Laurel
- Laurens
- Lawler
- Lawton
- Leando
- Le Claire
- Ledyard
- Le Grand
- Lehigh
- Leighton
- Leland
- Lenox
- Leon
- Le Roy
- Lester
- Letts
- Lewis
- Libertyville
- Lidderdale
- Lime Springs
- Lincoln
- Linden
- Lineville
- Linn Grove
- Lisbon
- Liscomb
- Littleport
- Little Rock
- Little Sioux
- Livermore
- Lockridge
- Logan
- Lohrville
- Lone Rock
- Lone Tree
- Long Grove
- Lorimor
- Lost Nation
- Lovilia
- Lowden
- Low Moor
- Luana
- Lucas
- Luther
- Lu Verne
- Luxemburg
- Luzerne
- Lynnville
- Lytton

## M
- McCallsburg
- McCausland
- McClelland
- Macedonia
- McGregor
- McIntire
- Macksburg
- Madrid
- Maharishi Vedic City
- Magnolia
- Malcom
- Mallard
- Maloy
- Malvern
- Manchester
- Manilla
- Manly
- Manning
- Manson
- Mapleton
- Maquoketa
- Marathon
- Marble Rock
- Marcus
- Marengo
- Marne
- Marquette
- Martelle
- Martensdale
- Martinsburg
- Marysville
- Masonville
- Massena
- Matlock
- Maurice
- Maxwell
- Maynard
- Maysville
- Mechanicsville
- Mediapolis
- Melbourne
- Melcher-Dallas
- Melrose
- Melvin
- Menlo
- Meriden
- Merrill
- Meservey
- Middle Amana
- Middletown
- Miles
- Milford
- Millersburg
- Millerton
- Millville
- Milo
- Milton
- Minburn
- Minden
- Mingo
- Missouri Valley
- Mitchell
- Mitchellville
- Modale
- Mondamin
- Monmouth
- Monona
- Monroe
- Montezuma
- Monticello
- Montour
- Montrose
- Moorhead
- Moorland
- Moravia
- Morley
- Morning Sun
- Morrison
- Moulton
- Mount Auburn
- Mount Ayr
- Mount Pleasant
- Mount Sterling
- Mount Union
- Mount Vernon
- Moville
- Murray
- Mystic

## N
- Nashua
- Nemaha
- Neola
- Nevada
- New Albin
- Newell
- Newhall
- New Hampton
- New Hartford
- New Liberty
- New London
- New Market
- New Providence
- New Sharon
- New Vienna
- New Virginia
- Nichols
- Nodaway
- Nora Springs
- Northboro
- North Buena Vista
- North English
- North Washington
- Northwood
- Norway
- Numa

## O
- Oakland
- Oakland Acres
- Oakville
- Ocheyedan
- Odebolt
- Oelwein
- Ogden
- Okoboji
- Olds
- Olin
- Ollie
- Onawa
- Onslow
- Orange City
- Orchard
- Orient
- Orleans
- Osage
- Osceola
- Ossian
- Osterdock
- Otho
- Oto
- Ottosen
- Owasa
- Oxford
- Oxford Junction
- Oyens

## P
- Pacific Junction
- Packwood
- Palmer
- Palo
- Panama
- Panora
- Panorama Park
- Parkersburg
- Park View
- Parnell
- Paton
- Patterson
- Paullina
- Peosta
- Perry
- Persia
- Peterson
- Pierson
- Pilot Mound
- Pioneer
- Pisgah
- Plainfield
- Plano
- Pleasant Hill
- Pleasanton
- Pleasant Plain
- Pleasantville
- Plover
- Plymouth
- Pocahontas
- Polk City
- Pomeroy
- Popejoy
- Portland
- Portsmouth
- Postville
- Prairieburg
- Prairie City
- Prescott
- Preston
- Primghar
- Princeton
- Promise City
- Protivin
- Pulaski

## Q
- Quasqueton
- Quimby

## R
- Radcliffe
- Rake
- Ralston
- Randalia
- Randall
- Randolph
- Rathbun
- Raymond
- Readlyn
- Reasnor
- Redding
- Redfield
- Red Oak
- Reinbeck
- Rembrandt
- Remsen
- Renwick
- Rhodes
- Riceville
- Richland
- Rickardsville
- Ricketts
- Ridgeway
- Rinard
- Ringsted
- Rippey
- Riverdale
- Riverside
- Riverton
- Robins
- Rock Falls
- Rockford
- Rock Rapids
- Rock Valley
- Rockwell
- Rockwell City
- Rodman
- Rodney
- Roland
- Rolfe
- Rome
- Rose Hill
- Roseville
- Rossie
- Rowan
- Rowley
- Royal
- Rudd
- Runnells
- Russell
- Ruthven
- Rutland
- Ryan

## S
- Sabula
- Sac City
- Sageville
- St. Ansgar
- St. Anthony
- St. Charles
- St. Donatus
- St. Lucas
- St. Marys
- St. Olaf
- St. Paul
- Salem
- Salix
- Sanborn
- Sandyville
- Saylorville
- Scarville
- Schaller
- Schleswig
- Scranton
- Searsboro
- Sergeant Bluff
- Seymour
- Shambaugh
- Shannon City
- Sharpsburg
- Sheffield
- Shelby
- Sheldahl
- Sheldon
- Shell Rock
- Shellsburg
- Shenandoah
- Sherrill
- Shueyville
- Sibley
- Sidney
- Sigourney
- Silver City
- Sioux Center
- Sioux Rapids
- Slater
- Sloan
- Smithland
- Soldier
- Solon
- Somers
- South English
- Spillville
- Spirit Lake
- Spragueville
- Springbrook
- Spring Hill
- Springville
- Stacyville
- Stanhope
- Stanley
- Stanton
- Stanwood
- State Center
- Steamboat Rock
- Stockport
- Stockton
- Stone City
- Story City
- Stout
- Stratford
- Strawberry Point
- Struble
- Stuart
- Sully
- Sumner
- Superior
- Sutherland
- Swaledale
- Swan
- Swea City
- Swisher

## T
- Tabor
- Tama
- Templeton
- Tennant
- Terril
- Thayer
- Thompson
- Thor
- Thornburg
- Thornton
- Thurman
- Tiffin
- Tingley
- Tipton
- Titonka
- Toledo
- Toronto
- Traer
- Treynor
- Tripoli
- Truesdale
- Truro
- Turin
- Twin Lakes

## U
- Udell
- Underwood
- Union
- Unionville
- University Heights
- University Park
- Urbana
- Ute

## V
- Vail
- Valeria
- Van Horne
- Van Meter
- Van Wert
- Varina
- Ventura
- Victor
- Villisca
- Vincent
- Vining
- Vinton
- Volga

## W
- Wadena
- Wahpeton
- Walcott
- Walford
- Walker
- Wallingford
- Wall Lake
- Walnut
- Wapello
- Washburn
- Washington
- Washta
- Waterville
- Waucoma
- Waukon
- Wayland
- Webb
- Webster
- Webster City
- Weldon
- Wellman
- Wellsburg
- Welton
- Wesley
- West Bend
- West Branch
- West Burlington
- West Chester
- Westfield
- Westgate
- West Liberty
- West Okoboji
- Westphalia
- West Point
- Westside
- West Union
- Westwood
- What Cheer
- Wheatland
- Whiting
- Whittemore
- Whitten
- Willey
- Williams
- Williamsburg
- Williamson
- Wilton
- Windsor Heights
- Winfield
- Winterset
- Winthrop
- Wiota
- Woden
- Woodbine
- Woodburn
- Woodward
- Woolstock
- Worthington
- Wyoming

## Y
- Yale
- Yetter
- Yorktown

## Z
- Zearing
- Zwingle